# Isoperla minima
Isoperla minima is een steenvlieg uit de familie Perlodidae. De wetenschappelijke naam van de soort is voor het eerst geldig gepubliceerd in 1963 door Illies.